# RD-170
L'RD-170 (РД-170, Ракетный Двигатель-170, Motor de coet-170) és el motor de coet a combustible líquid més potent del món. Aquest motor a bipropel·lent crema l'equivalent rus de combustible RP-1 amb oxidant LOX en quatre cambres de combustió, subministrats per una única turbobomba en un cicle de combustió esglaonada. Fou dissenyat i produït per NPO Energomaix, i originalment se l'utilitzà amb el vehicle de llançament Enérguia.